# Aaron Rose (artista)

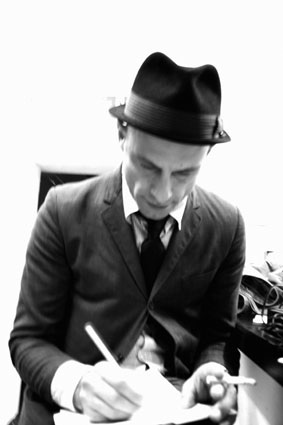
Fotografía de Aaron Rose.

Aaron Rose es un director de cine, comisario de exposiciones de arte y escritor nacido en Los Ángeles (Estados Unidos). Rose es el principal responsable del documental Beautiful Losers, que muestra y promociona el trabajo de artistas como Barry McGee, Steven "Espo" Powers, Harmony Korine and Shepard Fairey. También publicó en el año 2005 junto a Drago Young Sleek and Full of Hell, donde engloba a más de cien artistas entre los que cabe destacar Spike Jonze, Sofia Coppola o Sonic Youth.
Rose fue además propietario y director de la Galería Alleged de Nueva York y creó Alleged Press, una editorial que ha publicado libros de arte de Ari Marcopoulos y Chris Johanson.
Más tarde ha dirigido el documental Become a Microscope - 90 Statements on Sister Corita, un cortometraje con música de Money Mark y Becky Stark. La película dura 22 minutos y cuenta la historia de la Hermana Mary Corita, una monja californiana que fue a su vez una artista de temática política.